# Liste des prévôts du Grand-Saint-Bernard
La liste des prévôts du Grand-Saint-Bernard, dit également de Mont-Joux (Montjou, Montjoux), recense le nom des prévôts ou prieurs qui se sont succédé à la gouvernance de la congrégation catholique des Chanoines réguliers du Grand-Saint-Bernard.

## Histoire
Les premiers prévôts attestés apparaissent dans la première moitié du XIIe siècle où la congrégation est désormais dirigée par un prévôt ou prieur,, élu par le Chapitre. Du XVe au XVIe siècle, la congréqation passe sous le régime de la commende et l'influence de la maison de Savoie,. La suite du concile de Trente (1563) met fin au régime, mais la désignation des prévôts reste sous influence savoyarde . En effet, depuis 1451, le duc de Savoie obtient du Pape l'indult, c'est-à-dire la possibilité de désigner dans ses États, en accord avec le Saint-Siège, les futurs évêques, abbés et prieurs,.
Au XVIIIe siècle, le prévôt Louis Boniface cherche à réformer la congrégation et notamment le « libre choix du prévôt ». Cette volonté d'un retour aux Constitution de 1438 provoque la scission au sein de la congrégation, opposant les Valaisans aux Savoyards. En 1753, on assiste à la séparation entre les terres relevant de la république du Valais de celles relevant des États de Savoie, puis États sardes de terre-ferme,. Jean-François Michellod est nommé administrateur de la prévôté par le pape Clément XII et Nicolas Vacher est administrateur temporel au sein des États sardes. Ces possessions savoyardes et piémontaises sont sécularisée par le pape Benoît XIV en 1752 et réunis (sauf les paroisses) à l'ordre des Saints-Maurice-et-Lazare.
Le 5 février 1753, le « chapitre [se réunit] à Martigny sous la présidence du prieur Michellod et élit, pour la première fois, un Valaisan ».

## Sources
Le généalogiste suisse Frédéric-Théodore Dubois présente dans un article les différents travaux sur lesquels reposent la liste des prévôts. Ainsi, la première liste de prévôts est l'œuvre du prévôt Viot, en 1627. Une seconde a été réalisée par  Chrétien Des Loges, dans son Essais historiques sur le Grand-Saint-Bernard (1789)7, en collaboration avec Jérôme Darbellay, chanoine du Grand-Saint-Bernard. Un troisième travail est proposé dans l'Helvetia Sacra (édition de 1858, Tome I pages 150 à 153). L'opuscule du chanoine E. P. Duc, La Maison du Grand Saint-Bernard et ses très révérends prévôts (1898), présente également une liste des supérieurs de la congrégation. 
Dubois a également pu consulter les travaux manuscrits, conservés aux archives de l'Hospice, du chanoine Gard, prieur de Lens. Ils ont été complétés par ceux du chanoine Quaglia. 

## Liste des prévôts

### Premiers prévôts (XIIe–XVesiècles)
| Début  | Fin                       | Nom                                       | Remarque | Sceaux /Armoiries |
| ------ | ------------------------- | ----------------------------------------- | --- | ----------------- |
| 1127   | 1152 ?                    | Arman                                     | |                   |
| 1158   | 1173                      | Uldry                                     | Commémoré le 10 avril, dans le martyrologe de la cathédrale d'Aoste. |                   |
| 1174   | ?                         | Guigo/Guigue/Gui/Guy,                     | Pourrait être le Guigo prieur de Bourg-Saint-Pierre (1167). |                   |
| 1177   | 1181                      | Guillaume                                 | |                   |
| 1182   | 1206                      | Pierre de Laucel (Lesel, Lezel, Lousel)   | |                   |
| 1206   | 1208 (1212?)              | Vaucher                                   | |                   |
| 1213 ? | 1215                      | Arducius/Arduce                           | |                   |
| 1219   | 1224                      | Guy [d'Aigle]                             | Probablement issu de la famille seigneuriale d'Aigle (VD). |                   |
| 1222   | av 1225 ?                 | Nicolas [Quarteri]                        | Probablement le prieur de Saint-Bénin (1199-1122). |                   |
| 1225   | 1237                      | Pierre [du Pertuis]                       | Selon les auteurs anciens, issu de la famille des seigneurs de la Porte Saint-Ours, puis de Quart, à Aoste. |                   |
| 1237   | ?                         | A. (Armand ou Armod)                      | |                   |
| 1240   | 1259                      | Falcon                                    | Chargé du prieuré de Lens (1219-1229), prieur de la paroisse de Bourg-Saint-Pierre. Qualifié de chanoine de Saint-Ours. Commémoré le 7 septembre, selon le nécrologe des chanoines réguliers de Saint-Ours à Aoste.            |                   |
| 1253 ? | 1255/ 1268 ?              | (?) Girod (de la Sala, Sale, Salle)       | Selon les anciennes listes. Probablement originaire du Faucigny. |                   |
| 1265   | 1273 ?                    | Pierre                                    | Ancien prieur de Meillerie (avant 1265). |                   |
| 1274   | 1301                      | Martin                                    | Ancien prieur de Meillerie (avant 1274). La résidence du prévôt s'installe à Meillerie, à partir de 1294 jusqu'en 1409. |                   |
| 1302   | 1316 ?                    | Jean de Duin,                             | Probablement issu de la famille seigneuriale de Duin (Genevois). Chanoine de Mont-Joux, prieur d'Étoy. |                   |
| 1317   | 1353 (1356), résignataire | Guillaume de Thora (parfois de Pléod),.   | Selon Dubois (1939), il y aurait eu deux prévôts, l'un de 1317 à 1334 ou 1335, puis un second de 1336 à 1353. Quaglia n'en mentionnait qu'un seul. Issus de la famille noble de Thora (Vallée d'Aoste). Chanoines de Montjoux. | Sceau de 1321.    |
| 1356   | 1360                      | Rodolphe de Billens, († av. 1372)         | Issu de la famille noble de Billens (Pays de Vaud ). Prieur du couvent Saint-Maire à Lausanne (1344-1356), chanoine de la cathédrale de Lausanne (1354-1359).                                                                  |                   |
| 1360   | 1374                      | Guillaume de Pizy/Pisy, († av. août 1374) | Issu de la famille noble de Pisy (Pays de Vaud). Ancien prébendier d'Etoy. |                   |
| 1374   | 1393                      | Aymon Séchal, († mai 1404)                | Patriarche de Jérusalem (1385-1393), évêque et administrateur diocésain. |                   |
| 1393   | 1417                      | Hugues d'Arces                            | Issu de la famille noble d'Arces (Dauphiné). Prieur de Saint-Martin-de-Miséré. Conseiller du duc Amédée VIII de Savoie. |                   |
| 1417   | 1438                      | Jean d'Arces, († 1454)                    | Issu de la famille noble d'Arces (Dauphiné). Neveu du précédent, chanoine de Saint-Augustin et prieur de Bissy, futur archevêque-comte de Tarentaise et cardinal.                                                              |                   |

### Prévôts commendataires et sous influence savoyarde (XVe–XVIIIesiècles)
| Début   | Fin               | Nom                                                           | Remarque | Armoiries |
| ------- | ----------------- | ------------------------------------------------------------- | --- | --- |
| 1438    | 1458              | Jean de Grolée, († 1459)                                      | Désigné comme prévôt commendataire par le concile de Bâle. Issu de la famille noble de Grolée (Dauphiné). Chanoine de Lyon (1417), de Lausanne (1426), au service du duc de Savoie, puis pape Amédée VIII. | |
| 1459    | 1465 renonce      | Jean de Solace, († 1473)                                      | Élu par le chapitre, le 5 février 1459, mais le duc Louis Ier de Savoie conteste cette élection et donne la charge à son fils, le 27 février 1459. Originaire du diocèse de Verdun en Lorraine, chanoine du Grand St-Bernard et prieur de Bourg-Saint-Pierre (1433-1473). | |
| 1459/65 | 1490              | François de Savoie, († 1490)                                  | Prévôt commendataire, placé par son père en 1459, mais trop jeune, la prévôté est administrée successivement par Ludovic de Romagnano, évêque de Turin, Thomas de Sur, puis Barthélemy Chuet, jusqu'à la résignation du prévôt Solace. Fils du duc de Savoie, Louis Ier de Savoie. Pourvu très jeune de nombreux bénéfices.                                                                                          | |
| 1490    | 1490 renonce      | Philibert de Chaffardon                                       | Élu par le chapitre. Issu d'une ancienne famille noble de Savoie. Prieur de Martigny, chanoine et chantre du chapitre de Belley, docteur en décrets. | d'azur à trois chats d'or, les deux du chef affrontés.. |
| 1491    | 1502              | Louis de Savoie († 1502)                                      | Prévôt commendataire, âgé de trois ans. Jean de Loriol administre la prévôté au nom de Louis de Savoie. Fils du duc Louis II de Savoie. Pourvu très jeune de nombreux bénéfices. | |
| 1502    | 1509 résignataire | Philippe de Savoie († 1533)                                   | Prévôt commendataire. Frère du précédent. Destiné à la vie ecclésiastique, avant de devenir comte apanagiste de Genève (1514-1533) et duc de Nemours (1528-1533). | de gueules à croix d'argent, à la bordure engrelée. |
| 1510    | 1524 résignataire | Jean de La Forest, († apr. mai 1537)                          | Prévôt commendataire. Issu de la famille noble La Forest (Savoie), fils du maître d'hôtel du duc de Savoie. Chanoine de Genève et Mâcon, cumule plusieurs bénéfices, conseiller auprès du duc de Savoie. | de sinople à la bande d'or frétée de gueules et accompagnée en chef d'un croissant d'argent. (branche de Barre) |
| 1524    | 1552 résignataire | Philibert de La Forest, († av. 1579)                          | Prévôt commendataire, sur présentation du duc de Savoie. Issu de la famille noble La Forest (Savoie), neveu du précédent. Son oncle administre la prévôté jusqu'en 1538. Prieur de Saint-Jacquême à Saint-Pierre (Vallée d'Aoste). | de sinople à la bande d'or frétée de gueules et accompagnée en chef d'un croissant d'argent. (branche de Barre). |
| 1552    | 1563 résignataire | Benoît de La Forest, († av. 1579)                             | Nommé prévôt commendataire par le duc de Savoie, puis confirmé par le pape. Issu de la famille noble La Forest (Savoie), fils naturel de Jean de La Forest et neveu du précédent. | de sinople à la bande d'or frétée de gueules et accompagnée en chef d'un croissant d'argent. (branche de Barre). |
| 1563    | 1586              | René de Tollen, († av. 1586)                                  | Dernier prévôt commendataire présenté par le duc de Savoie. Issu d'une branche de la famille noble de Tollen, originaire de Biella, mais installée à Aoste. Plusieurs bénéfices. | d'or à l'aigle de sable armée, becquée, allumée et couronnée de gueules, sur le tout un écu écartelé d'argent et de gueules. |
| 1587    | 1611              | André de Tillier, († av. 1611)                                | Issu d'une famille noble de Fénis. Chanoine de la collégiale Saint-Ours d’Aoste, puis prieur (1579). Prévôté obtenu par son oncle Jean-François de la Crête, secrétaire du duc de Savoie. | d'argent au tilleul de sinople terrassé du même, au chef de gueules chargé de deux clefs d'argent passées en sautoir. |
| 1611    | 1644              | Roland Viot, († av. 1644)                                     | Originaire de la paroisse de Saint-Laurent d'Aoste. Coadjuteur du prévôt de Tillier (1604), bien qu'extérieur au Chapitre, il est accepté comme prévôt. Chanoine titulaire du chapitre cathédral de Sion (1642). | d'azur à deux monts d'argents surmontés chacune d'une colonne du même, à une étoile d'or placée entre les deux colonnes, au chef d'argent chargé d'un soleil de pourpre. (armes non personnelles, mais celles de St-Bernard)            |
| 1644    | 1646              | Michel Perrinod, († av. 1646)                                 | Issue d'une famille bourgeoise d'Aoste. Coadjuteur du prévôt Viot (1644). Il est qualifié d'« Homme de compromis également apprécié par le Valais et la Savoie » (HS). | bandé d'or et de gueules de six pièces, au chef d'argent, chargé d'un soleil de pourpre naissant du chef. |
| 1646    | 1649 résignataire | Ours Arnod, († av. 1672)                                      | Vicaire général Originaire de la vallée d'Aoste. Chanoine du Grand-Saint-Bemard, administrateur de la prévôté (1642), il est élu en 1646 par le Chapitre, sous l'influence de l’évêque de Sion, qui n'attend pas le choix de la duchesse-régente de Savoie, qui l'avait choisi également. Le Chapitre s'oppose à la duchesse et Arnod n'obtient pas la prévôté, il l'administre tout de même jusqu'à sa résignation. | armes non connnues |
| 1650    | 1671              | Jean-Antoine Buthod, († av. 1671)                             | Issu d'une famille noble d'Aoste. Vicaire général et prieure claustral d'Arnod. Appelé par le duc pour diriger la prévôté. Protonotaire apostolique. | D'azur au croissant d'argent, à deux palmes d'or, croisées dans le croissant. |
| 1671    | 1693              | Antoine Norat, (1633 † 1693)                                  | Originaire de la vallée d'Aoste. Docteur en droit canon, coadjuteur de Buthod (1669), Conseiller ducal et et titre d'aumônier du duc (1676). | coupé au 1er d'azur au croissant versé d'argent, au 2d, une mer ondoyante de sinople sur laquelle flotte une coquille d'or contenant une perle d'argent, sur le tout des rayons ou gouttelettes allant en point du croissant à la perle |
| 1693    | 1724              | Jean-Pierre Persod, (1645/46 † 1724)                          | Originaire de la vallée d'Aoste. Profès du Grand-Saint-Bemard (1669) docteur en théologie et droit canon, titre d'aumônier du duc (1695). | d'azur à un cerf d'or grimpant sur une montagne de sinople à dextre et surmonté de 5 étoiles du second en chef. |
| 1724    | 1728              | Louis Boniface, (1664 † 1728)                                 | Originaire de la baronnie de Cly, dans la vallée d'Aoste. Dominicain, docteur en théologie, prêtre (1694), coadjuteur du prévôt Persod (1699/1700), défenseur des constitutions de 1438 et s'opposant au droit de nomination par les Savoie, désormais rois, premier prévôt à recevoir une consécration abbatiale avec crosse et anneau, des mains de l’évêque de Sion François-Joseph Supersaxo.                    | pas d'armes personnelles |
| 1728    | 1734              | Léonard Jorio, (1683 † 1734)                                  | Originaire de Pallex (Étroubles), dans la vallée d'Aoste. Chanoine de St-Bernanrd (1704), prêtre (1707), prieur de Meillerie (1719), il ne gère que les biens de la prévôté situés dans les États de Savoie, ceux en Valais relevant désormais par la république du Valais et quelques chanoines. | pas d'armes personnelles |
| 1734    | 1749              | vacance Jean-François Michellod, administrateur général       | Sans de coadjuteur élu par Jorio, le roi de Sardaigne nomme le chanoine Jean Nicolas Vacher, que le Chapitre ne reconnaît pas. Jean-Léonard Avoyer est choisi et à son tour refusé jusqu'à sa confirmation par le pape Benoît XIV. | |
| 1749    | 1752              | Jean-Léonard Avoyer, (1715 † 1751)                            | Originaire de Bosses, dans la vallée d'Aoste. Chanoine de St-Bernard (1732), prêtre (1739). Nommé par le roi et approuvé par Rome, il n'est pas reconnu par le Chapitre. Il administre uniquement les biens situés dans les États sardes de terre-ferme. | pas d'armes personnelles |
| 1753    | 1753              | Jean-François Michellod, (1715 † 1751) Administrateur général | Originaire de Brigue, en Valais. Chanoine de St-Bernard (1732), prêtre (1736), secrétaire du chapitre (1737). | pas d'armes personnelles |

### Prévôts après la séparation (XVIIIesiècleà nos jours)
| Début | Fin  | Nom                        | Remarque                                         | Armoiries |
| ----- | ---- | -------------------------- | ------------------------------------------------ | --------- |
| 1753  | 1758 | François-Joseph Bodmer     | Ancien curé d'Orsières                           |           |
| 1758  | 1775 | Claude-Philibert Thévenot  | Ancien curé de Sembrancher                       |           |
| 1775  | 1803 | Louis-Antoine Luder        | Ancien prieur claustral                          |           |
| 1803  | 1814 | Pierre-Joseph Rausis       | Ancien curé de Liddes                            |           |
| 1814  | 1830 | Jean-Pierre Genoud         | Ancien curé de Sembrancher                       |           |
| 1830  | 1865 | François-Benjamin Filliez  |                                                  |           |
| 1865  | 1888 | Pierre-Joseph Deléglise    | Ancien curé de Sembrancher                       |           |
| 1888  | 1939 | Théophile Bourgeois        | Ancien prieur claustral                          |           |
| 1939  | 1952 | Nestor Adam                | Évêque de Sion de 1952 à 1977, il meurt en 1990. |           |
| 1952  | 1991 | Angelin Lovey              |                                                  |           |
| 1992  | 2009 | Benoît-Barthélémy Vouilloz |                                                  |           |
| 2009  | 2014 | Jean-Marie Lovey           | Nommé évêque de Sion le 18 juillet 2014          |           |
| 2014  | 2023 | Jean-Michel Girard         |                                                  |           |
| 2023  |      | Jean-Pierre Voutaz         |                                                  |           |